# Ploaie artificială
Ploaia  artificială, cunoscută și sub numele de precipitație artificială sau pluvicultură, este acțiunea de a induce în mod artificial sau de a crește precipitațiile ploioase, de obicei, pentru a combate o secetă. În conformitate cu proprietățile fizice diferite ale norilor, acest lucru se poate realiza folosind avioane sau rachete pentru a semăna în nori catalizatori, cum ar fi  gheață uscată, iodură de argint și praf de sare, pentru a face nori de ploaie sau crește precipitațiile, în scopul de a elimina sau atenua seceta pe terenuri agricole, pentru a mări capacitatea de a rezerva apă pentru irigații sau de alimentare cu apă, sau pentru a crește nivelul de apă a lacurilor de acumulare pentru generarea de energie electrică.
Fenomenul a fost experimentat pentru prima dată în România de către fiziciana română Ștefania Mărăcineanu în anul 1931, în Bărăgan. Din insuficiență de fonduri în prezent nu este pus în practică în România, deși Autoritatea Națională pentru Creșterea Precipitațiilor funcționează încă din 2014.